# Мирецкий, Александр
Александр Мирецкий (пол. Aleksander Mirecki; 13 апреля 1809, Хшанув — 18 ноября 1882, Мадрид) — французский музыкальный педагог польского происхождения. Племянник Францишека Мирецкого.
Учился музыке домашним образом, живя в Кракове, затем с 1826 года изучал живопись в Варшаве. Был активным участником Польско-русской войны 1830 года: 30 ноября вступил в студенческий отряд, в феврале 1831 года произведён в подпоручики, 23 августа получил от генерала Раморино золотой крест. В сентябре 1831 года перед лицом неминуемого поражения перешёл вместе с частями Раморино в Австрию и был интернирован. В августе 1832 года перебрался во Францию. Примыкал к монархистскому крылу польской эмиграции, ориентировавшемуся на Адама Чарторыйского, некоторое время входил в его охрану. Жил в Бурже, Париже, Лангоне, Бордо, Тоннене, По, Тарбе, Марманде. В 1843 году вошёл в созданную генералом Рыбинским «Военную партию», затем вновь признал главенство Чарторыйского.
В парижский период жизни брал уроки скрипки у Андре Робберехтса. В дальнейшем зарабатывал на жизнь как учитель музыки. С 1857 г. профессор скрипки в Консерватории Бордо. Два сына Мирецкого, Морис и Виктор, стали профессиональными музыкантами. Ко второму из них Мирецкий переехал в Мадрид за год до конца жизни.